# دوغ هوارد (مغني)
دوغ هوارد (بالإنجليزية: Doug Howard)‏ هو مغني أمريكي، ولد في 2 مايو 1956 في إنغلوود في الولايات المتحدة.

## وصلات خارجية
- الموقع الرسمي